# Beregama cordata
Beregama cordata là một loài nhện trong họ Sparassidae.
Loài này thuộc chi Beregama. Beregama cordata được Ludwig Carl Christian Koch miêu tả năm 1875.